# Frederico Silveira
Frederico Silveira ou Fred Silveira (Brasília, 20 de dezembro de 1972) é um cantor, ator e compositor brasileiro. Fred começou os seus estudos musicais aos 18 anos, quando ingressou no Projeto Novos Talentos do Teatro Nacional Cláudio Santoro, tendo aulas de viola clássica com o argentino Juan Carlos Sarudiansky.
Apresentou-se como instrumentista da Orquestra Sinfônica daquele teatro. Como cantor, iniciou seus estudos sob a orientação de Bartira Bilego e mais tarde, Francisco Frias e Denise Tavares. Participou das montagens das óperas Aída (1995), O Guarani (1996) e Carmen (2000).
Como integrante do Madrigal-UnB sob a regência do Maestro David Junker, apresentou-se na Argentina, Uruguai, Áustria, Hungria, República Tcheca e Estados Unidos, também como regente-assistente. Como solista, foi Judas e Pilatos na montagem de Jesus Christ Superstar em 1997 e Judas na nova montagem de agosto de 1999 sob o comando do Maestro Marconi Araújo. Ainda como solista participou da Missa em Dó menor de Mozart, Fantasia Coral de Beethoven, Te Deum de Bruckner. Também participou das montagens das óperas O Barbeiro de Sevilha e A Flauta Mágica; da montagem brasileira de Les Miserables (2000), no papel de Marius e de Godspell, como Jesus, trabalho pelo qual recebeu o Prêmio Qualidade Brasil 2002 de Melhor Ator, na categoria musical.
Participou também dos musicais Fever, Ah!, Se eu Fosse Bob Fosse e Comunitá. Integrou o elenco de O Fantasma da Ópera, na temporada 2005/2006 como substituto dos personagens O Fantasma, Raoul e Piangi e destacou-se como Freddy Eynsford-Hill, em My Fair Lady, troféu APCA 2007 de Melhor Espetáculo. Voltou a trabalhar com Miguel Falabella na turnê da peça Os Produtores ("The Producers"), no mesmo ano, e também na turnê de Alô Dolly "Hello, Dolly!" (como Cornélio Hackl), em 2012.
Em 2008, sob direção de Jorge Takla, deu vida a Tony, o protagonista inspirado em Romeu, de Shakespeare, no espetáculo West Side Story, papel que lhe valeu uma indicação ao prêmio Qualidade Brasil 2008 de Melhor Ator de Musical. Foi também, um dos cantores do espetáculo Tarzan, da Disney, na montagem oficial brasileira. Em 2009, Fred esteve no elenco de Avenida Q (Avenue Q), com direção de Charles Möeller & Cláudio Botelho, interpretando Nicky e Treckie Monstro. Em 2011, novamente sob direção de Jorge Takla, Fred se destacou trabalhando no músical Evita, interpretando Che Guevara.  
Em 2014, interpretou brilhantemente "Pilatos" no espetáculo Jesus Cristo Superstar, a consagrada ópera-rock da Broadway, que ficou em cartaz até 1º de Junho em São Paulo, peça pela qual foi premiado na edição de 2014 do Prêmio Bibi Ferreira, na categoria de "Melhor Ator Coadjuvante". 
Em 2018 voltou a fazer O Fantasma da Ópera que vai continuar em 2019 no Teatro Renault(antigo Teatro Abril) desta vez ele está Raoul e é cover do Fantasma   
Além de professor de canto, desenvolve também um trabalho de composição em trilhas sonoras, como a do filme Doce de Coco (2010), dirigido por Allan Deberton. É também dublador e na série infantil Os Doodlebops (Disney), é dele a voz de Rooney.

## Prêmios e Indicações
| Ano  | Prêmio                      | Categoria               | Trabalho               | Resultado |
| ---- | --------------------------- | ----------------------- | ---------------------- | --------- |
| 2002 | Prêmio Qualidade Brasil     | Melhor Ator Musical     | Godspell               | Venceu    |
| 2008 | Prêmio Qualidade Brasil     | Melhor Ator Musical     | West Side Story        | Indicado  |
| 2014 | Prêmio Bibi Ferreira        | Melhor Ator Coadjuvante | Jesus Cristo Superstar | Venceu    |
| 2018 | Broadway Word Awards Brazil | Melhor Ator Coadjuvante | O Fantasma da Ópera    | Venceu    |
| 2018 | Prêmio Reverência           | Melhor Ator Coadjuvante | O Fantasma da Ópera    | Indicado  |
| 2018 | Prêmio Brasil Musical       | Melhor Alternante/Cover | O Fantasma da Ópera    | Venceu    |
| 2019 | Prêmio Bibi Ferreira        | Melhor Ator Coadjuvante | O Fantasma da Ópera    | Indicado  |